# Liste des épisodes de Sonic X
Cette liste référence les épisodes de la série télévisée d’animation japonaise Sonic X, diffusée à partir du 6 avril 2003 sur TV Tokyo au Japon. En France, la série a été diffusée à partir du 19 novembre 2003 sur TF1 dans l’émission TF! Jeunesse, ainsi que sur Jetix, et sur MBC 3, la chaîne britannique.
La saison 2 est une exclusivité thaïlandaise,, mais la date de sortie des épisodes n’est pas connue. Par conséquent, la date française est souvent retenue comme date de première diffusion. La vidéo Happy Birthday Sonic X ! Exclusive Sonic sketches and storyboard comparison, mise en ligne par TMS Entertainment, indique avril 2005 comme date de fin de la série : impossible de savoir s’ils font référence à la date thaïlandaise ou française.

## Saison 1 (2003-2004)
| No | Titre français                        | Titre japonais                   | Titre japonais                                                                        | 1re diffusion au Japon | 1re diffusion en France |
| No | Titre français                        | Kanji                            | Rōmaji                                                                                | 1re diffusion au Japon | 1re diffusion en France |
| --- | ------------------------------------- | -------------------------------- | ------------------------------------------------------------------------------------- | ---------------------- | ----------------------- |
| 1 | L’arrivée de Sonic                    | 超音速ヒーロー登場!              | Chōonsoku Hīrō Tōjō! (Le héros supersonique fait son entrée !)                        | 6 avril 2003           | 19 novembre 2003        |
| Après l’explosion du générateur de chaos du docteur Robotnik, Sonic se retrouve dans un monde étrange : celui des humains (sur Terre). Aussitôt, il se fait prendre en chasse par la police. Ayant réussi à la semer, il se retrouve confronté à la Patrouille d’Intervention Rapide. Grâce à sa vitesse supersonique, Sonic réussit à leur échapper, mais tombe dans la piscine de la résidence des Thorndyke. Il fait la connaissance de Chris, ce dernier le sauvant de la noyade. |                                       |                                  |                                                                                       |                        |                         |
| 2 | Zone 99                               | 潜入! エリア99                   | Sennyū! Eria Kyūjūkyū (Infiltration ! Zone 99)                                        | 13 avril 2003          | 26 novembre 2003        |
| Avec l’aide de Chris, son nouvel ami, et du grand-père de celui-ci, Sonic va délivrer Cream et Cheese de la base militaire où des scientifiques les retiennent prisonniers pour les étudier. Ils seront tous trois récupérés par Tails. Robotnik a aussi été projeté sur Terre, mais a atterri sur une petite île. |                                       |                                  |                                                                                       |                        |                         |
| 3 | Robotnik contre-attaque               | Ｄｒ．エッグマンの野望           | Dokutā Egguman no Yabō (L’ambition du Dr Eggman)                                      | 20 avril 2003          | 3 décembre 2003         |
| Robotnik a lui aussi été projeté dans le monde des humains lors de l’explosion de son générateur de chaos. Il décide de poursuivre son projet de toujours, dominer le monde et régner. Dans ce nouvel univers, il envoie l’un de ses robots afin de terroriser la ville. Mais Sonic fait échouer son plan. |                                       |                                  |                                                                                       |                        |                         |
| 4 | À la recherche de l’Émeraude du Chaos | カオスエメラルドを手に入れろ！   | Kaosu Emerarudo wo Te ni Irero! (Mettons la main sur le Chaos Emerald !)              | 27 avril 2003          | 10 décembre 2003        |
| Pour pouvoir retourner dans leur monde, Sonic et ses amis doivent retrouver les 7 Émeraudes du Chaos qui ont été dispersées après l’explosion du générateur de Robotnik. Les ouvriers d’un chantier en ont déterré une, et Sonic espère bien la récupérer. Mais Robotnik, lui aussi, convoite la pierre. Grâce à Chris, Sonic et ses amis récupèrent l’Émeraude. |                                       |                                  |                                                                                       |                        |                         |
| 5 | Duel au sommet                        | 激突!! ソニックvsナックルズ      | Gekitotsu!! Sonikku bāsazu Nakkuruzu (Affrontement !! Sonic contre Knuckles)          | 4 mai 2003             | 17 décembre 2003        |
| Robotnik a monté Knuckles contre Sonic en lui faisant croire que ce dernier s’était emparé de l’une des Émeraudes à des fins personnelles. Dès lors, le hérisson et l’échidné s’affrontent en duel tandis que le savant en profite pour prendre en otage Tails, Amy et Chris. Mais Knuckles, ayant compris s’être fait duper par Robotnik, détruit la machine et envoie valser le savant. |                                       |                                  |                                                                                       |                        |                         |
| 6 | Le maître d’école                     | 熱戦！スクール・ウォーズ         | Nessen! Sukūru Wōzu (Bataille féroce ! Guerre d’école)                                | 11 mai 2003            | 20 décembre 2003        |
| Robotnik envoie un robot chargé d’endoctriner les enfants dans les écoles. Mais l’androïde est programmé pour enseigner, et il prend son rôle de pédagogue trop au sérieux en oubliant sa mission d’origine. Pendant ce temps, chez les Thorndyke, Nelson et Lindsay, les parents de Chris, rentrent à la maison pour passer du temps avec leur fils. Le savant débarque à l’école de Chris et garde ce dernier ainsi que ses camarades en retenue. Mais Sonic détruit le robot qui a retrouvé son ordre de mission et fait partir Robotnik. |                                       |                                  |                                                                                       |                        |                         |
| 7 | La fête à la maison                   | 大混戦！クリスのホームパーティー | Daikonsen! Kurisu no Hōmu Pāti (Grand désordre ! La fête à la maison de Chris)        | 18 mai 2003            | 25 décembre 2003        |
| Pour fêter son retour, la mère de Chris décide d’organiser un dîner en famille. Malgré les recommandations du jeune garçon, Cream se met en tête de participer aux préparatifs. Or, c’est aussi le jour que monsieur Stewart, l’instituteur de Chris, a choisi pour rendre visite aux parents de son élève. Malheureusement, Lindsay reçoit un appel inattendu et se voit proposer de tenir le premier rôle pour un film. Elle est donc contrainte de repartir en tournée. Ella fait la rencontre de Cream, la prenant pour une poupée. Chris décide de tout expliquer à Ella, et cette dernière accepte finalement Cream et Cheese. |                                       |                                  |                                                                                       |                        |                         |
| 8 | La guerre des satellites              | 緊急発進！Xトルネード            | Kinkyū Hasshin! Ekkusu Torunēdo (Lancement d’urgence ! X Tornado)                     | 25 mai 2003            | 27 décembre 2003        |
| Robotnik a créé un robot qui aspire tous les satellites en orbite autour de la Terre. Sonic et Tails essaient de déjouer ses plans mais l’avion de Tails, le Tornado, n’est pas assez puissant pour neutraliser cette machine. Avec l’aide de Chuck, Tails met au point un nouvel avion : le X Tornado. Aidés de Chris, Sonic et Tails parviennent à détruire le robot. |                                       |                                  |                                                                                       |                        |                         |
| 9 | Coquillages et crustacés              | 渚のエミー                       | Nagisa no Emī (Amy à la plage)                                                        | 1er juin 2003          | 31 décembre 2003        |
| Chris doit participer à l’inauguration d’un complexe hôtelier en bord de mer. Sonic refuse d’être du voyage car il ne sait pas nager. Mais Robotnik a décidé de s’approprier le complexe, pour en faire son centre de loisirs personnel. Sonic, aidé d’Amy, fait échouer ses plans. À la fin de l’épisode, il porte au poignet un bracelet de coquillages qu’Amy a confectionné pour lui. |                                       |                                  |                                                                                       |                        |                         |
| 10 | La belle équipe                       | 激闘！ソニック野球軍             | Gekitō! Sonikku Yakyūgun (Match acharné ! L’équipe de baseball de Sonic)              | 8 juin 2003            | 1er janvier 2004        |
| Tails a trouvé une seconde Émeraude du Chaos sur un terrain de baseball. Robotnik s’en empare et propose à Sonic de se mesurer à son équipe de robots dans un match dont l’enjeu sera la possession des deux Émeraudes. Poussé par Chuck, grand fan de ce sport, Sonic relève le défi. Malgré le fait que Sonic et son équipe aient gagné le match, Robotnik repart avec l’émeraude. |                                       |                                  |                                                                                       |                        |                         |
| 11 | Le vol de la chauve-souris            | 美しき怪盗ルージュ               | Utsukushiki Kaitō Rūju (La belle et mystérieuse voleuse Rouge)                        | 15 juin 2003           | 3 janvier 2004          |
| Rouge, qui s’amuse à voler des pierres précieuses, faute de trouver les Émeraudes du Chaos, tombe dans le piège que le gouvernement a tendu à Sonic pour l’obliger à coopérer avec celui-ci. C’est donc Rouge qui se voit embrigadée dans les services secrets, chargés d’infiltrer le quartier général de Robotnik. |                                       |                                  |                                                                                       |                        |                         |
| 12 | Échec à Robotnik (partie 1)           | エッグマン基地 総攻撃！(前編)    | Egguman Kichi Sōgeki! (Zenpen) (Assaut général sur la base d’Eggman ! (partie 1))     | 22 juin 2003           | 7 janvier 2004          |
| Tails, Amy, Chris et Francès ont localisé une troisième Émeraude du Chaos dans un champ de maïs. Robotnik, ayant eu vent de la découverte, quitte son QG afin de s’en emparer. Le gouvernement profite de son absence pour lancer un raid contre sa base et le mettre définitivement hors d’état de nuire. |                                       |                                  |                                                                                       |                        |                         |
| 13 | Échec à Robotnik (partie 2)           | エッグマン基地 総攻撃！(後編)    | Egguman Kichi Sōgeki! (Kōhen) (Assaut général sur la base d’Eggman ! (partie 2))      | 29 juin 2003           | 14 janvier 2004         |
| Sonic arrive à temps pour sauver Tails et ses amis de la machine infernale de Robotnik. Mais ce dernier réussit à s’emparer de la troisième Émeraude du Chaos. Il retourne à sa base où la bataille fait rage. Mais il espère se servir des deux Émeraudes en sa possession pour mettre en échec ses ennemis. Sonic et ses compagnons se rendent à la base de Robotnik, et le hérisson s’y introduit. Il affronte le savant et parvient à le battre tout en récupérant les émeraudes. Grâce à l’explosion de la bombe installée dans la salle des générateurs par les services secrets, la base est détruite. |                                       |                                  |                                                                                       |                        |                         |
| 14 | La chasse au héros                    | 英雄ソニックを追え！             | Eiyū Sonikku wo Oe! (Pourchasser le héros Sonic !)                                    | 6 juillet 2003         | 21 janvier 2004         |
| Après la défaite du Dr Robotnik, Sonic est devenu un véritable héros. Un des conseillers du président propose à celui-ci d’organiser une soirée à la Maison Blanche en son honneur. Mais le soir venu, Sonic ne se montre pas, ayant déjà prévu de voir Helen, une camarade de classe de Chris. Après l’avoir emmenée sur l’île couverte de fleurs, Sonic, convaincu par Helen, se rend à la Maison Blanche afin de rencontrer le président. |                                       |                                  |                                                                                       |                        |                         |
| 15 | Le retour de Robotnik                 | 移動要塞エッグフォート襲来！     | Idōyōsai Eggu Fōto Shūrai! (L’assaut de la forteresse volante Egg Fort !)             | 13 juillet 2003        | 28 janvier 2004         |
| Ella se laisse convaincre par Amy et toute la bande de les accompagner à un grand centre commercial. Sur place, tout se passe mal car les gens ne leur laissent aucune tranquillité. Pendant ce temps, le Dr Robotnik prépare sa revanche et met au point un appareil volant et des robots qu’il a conçus afin de conquérir la Terre. Mais comme toujours, Sonic le met à nouveau en échec. |                                       |                                  |                                                                                       |                        |                         |
| 16 | Plongée dans les mers du Sud          | 目指せ！南海の沈没船             | Mezase! Nankai no Chinbotsusen (Objectif ! L’épave du naufrage en mer du Sud !)       | 20 juillet 2003        | 4 février 2004          |
| Le Dr Robotnik se cache au fond de l’océan avec ses robots, en attendant d’avoir réparé les dégâts pour revenir à la surface. Pendant ce temps, Ella apprend à ses petits invités à se conduire comme des enfants normaux car ils vont passer des vacances sur une île des mers du Sud. Ils détectent la 4e émeraude du chaos au fond de l’océan. |                                       |                                  |                                                                                       |                        |                         |
| 17 | Les Griffes du Diable                 | ナックルズ！怒りの鉄拳           | Nakkuruzu! Ikari no Tekken (Knuckles ! Poing de fer de la fureur)                     | 27 juillet 2003        | 11 février 2004         |
| Knuckles essaye de retrouver un ami du nom de Hawk, qui lui a donné rendez-vous, pour lui révéler l’endroit où il avait caché une Émeraude du Chaos. Mais en arrivant sur les lieux, il se fait prendre au piège et se retrouve enfermé avec son ami. Réussissant à s’évader, Hawk et Knuckles se rendent dans une station de métro où l’émeraude est cachée. Mais le robot kunoichi provoque un éboulement, obligeant l’échidné et l’homme à s’enfuir. Knuckles récupère l’émeraude, mais Hawk est enlevé. Après avoir libéré son ami, récupéré l’émeraude et vaincu le robot, l’échidné repart pour un long voyage. |                                       |                                  |                                                                                       |                        |                         |
| 18 | La bataille dans la savane            | サバンナの大決闘！               | Sabanna no Dai Kettō! (La grande bataille dans la savane !)                           | 3 août 2003            | 3 mars 2004             |
| Sonic, Tails et Chris survolent la savane dans le X Tornado. Ils sont attaqués par un appareil du Dr Robotnik et obligés de se poser en catastrophe. En essayant de retrouver Sonic, qui s’est dispersé après la chute de l’avion, Tails et Chris tombent pas hasard sur d’immenses travaux en pleine savane, qui vont complètement changer la vie des animaux. L’intervention de Sonic sera une nouvelle fois décisive. |                                       |                                  |                                                                                       |                        |                         |
| 19 | Le château hanté                      | 古城の亡霊キングブーブ           | Kojō no Bōrei Kingu Būbu (Le fantôme du vieux château, le King Boom Boo)              | 10 août 2003           | 2005 sur Jetix          |
| Tout le monde s’est rendu dans un ancien château pour voir la mère de Chris qui y tourne un film. Mais pendant le tournage, l’ingénieur du son remarque des bruits étranges venant d’on ne sait d’où. Sonic découvre que le château est hanté par des fantômes, et se fera capturer par ces derniers, tout comme Ella, Cream, Cheese et Lindsay. Chris et Amy les sauvent en dévoilant les fantômes au grand jour, bien qu’Amy ait été possédée par l’un d’eux, libérée par Sonic. Le hérisson défait le chef des fantômes et les choses reviennent à la normale. |                                       |                                  |                                                                                       |                        |                         |
| 20 | Une belle croisière                   | 出撃！エッグフォートⅡ            | Shutsugeki! Eggu Fōto II (Décollage ! Egg Fort II)                                    | 17 août 2003           | 10 mars 2004            |
| Une fois de plus, Robotnik construit un nouveau robot après avoir été vaincu par Sonic. Pendant ce temps-là, le père de Chris offre au petit groupe, une croisière sur un grand bateau. |                                       |                                  |                                                                                       |                        |                         |
| 21 | À toute vitesse !                     | スピード勝負！ソニックvsサム     | Supīdo Shōbu! Sonikku Bāsazu Samu (Course de vitesse ! Sonic vs Sam)                  | 24 août 2003           | 17 mars 2004            |
| L’oncle de Chris, qui se fait appeler maintenant "le Bolide Fou", arrive en pleine nuit devant la maison des Thorndyke, pour défier Sonic. Avec sa nouvelle voiture à réaction, il pense enfin réussir à battre Sonic. La course va se dérouler devant les caméras de la télévision. Mais comme il fallait s’y attendre, c’est le hérisson qui gagne la course et Jérôme, l’aide de camp du président, est viré de sa fonction, son accord avec le Dr Robotnik ayant été découvert. |                                       |                                  |                                                                                       |                        |                         |
| 22 | Une belle découverte                  | 夏休み・チャオ～な観察日記       | Natsuyasumi Chao～na Kansatsu Nikki (Vacances d’été ~ Journal d’observation des Chao) | 31 août 2003           | 24 mars 2004            |
| Toute la petite bande est partie à la montagne, faire un peu de camping dans la région natale d’Édouard. Pour Sonic et ses amis, c’est une découverte surprenante de la nature et des insectes qui y vivent. |                                       |                                  |                                                                                       |                        |                         |
| 23 | La sixième Émeraude                   | 大混乱！6カオスエメラルド        | Daikonran! 6 Kaosu Emerarudo (Grand désordre ! Les 6 Chaos Emeralds)                  | 7 septembre 2003       | 24 mars 2004            |
| Les militaires ont construit de nouvelles armes et pensent enfin venir à bout du Dr Robotnik. Pendant ce temps, M. Thorndyke offre à sa femme, une bague sertie d’une Émeraude du Chaos. Hélas, le Dr Robotnik parvient à la récupérer. |                                       |                                  |                                                                                       |                        |                         |
| 24 | Le coureur fou                        | 暴走ソニック！捕獲大作戦         | Bōsō Sonikku! Hokaku Daisakusen (Sonic en folie ! Grande opération de capture)        | 14 septembre 2003      | 7 avril 2004            |
| Pendant le dernier combat contre le Dr Robotnik, Sonic reçoit une puce informatique dans l’une de ses oreilles. Ça suffit à dérégler complètement son cerveau qui ordonne à son corps de courir. C’est ce que fait Sonic, mais il ne peut plus s’arrêter. Chuck tente par tous les moyens d’aider Sonic, mais ses plans échouent sans cesse. Le robot vautour ayant à nouveau capturé Amy, Sonic le détruit grâce à un coup de tête et se débarrasse en même temps de la puce. |                                       |                                  |                                                                                       |                        |                         |
| 25 | La dernière Émeraude                  | 最後のカオスエメラルド           | Saigo no Kaosu Emerarudo (La dernière Chaos Emerald)                                  | 21 septembre 2003      | 14 avril 2004           |
| Il ne reste plus que la septième Émeraude du Chaos à trouver. Chacun des deux camps espère la trouver avant l’autre. Knuckles pense que pour pouvoir retourner dans le monde d’où ils viennent, les jeunes héros doivent s’entendre avec le Dr Robotnik. Chris et Knuckles rapportent les cinq émeraudes trouvées au savant, mais ce dernier les piège. Il éjecte Knuckles de l’appareil et garde Chris en otage. |                                       |                                  |                                                                                       |                        |                         |
| 26 | Super Sonic est né                    | 誕生！スーパーソニック           | Tanjō! Sūpā Sonikku (Naissance ! Super Sonic)                                         | 28 septembre 2003      | 21 avril 2004           |
| L’appareil de Robotnik survole la ville, déclenchant la panique chez les habitants. Les forces spéciales se mobilisent pour lancer une offensive contre le savant. Sonic part à la rescousse de Chris, pris en otage par Robotnik. Pour combattre le hérisson, Robotnik transforme son appareil en machine de guerre. Alimenté par l’énergie des six émeraudes du Chaos, le robot arrive à prévoir les mouvements de Sonic et le neutraliser, mais il devient incontrôlable et inflige une sévère correction au hérisson, le laissant pour mort. Fou de rage, Chris se libère et s’empare des émeraudes. Le jeune homme jette les émeraudes dans l’océan, et Sonic en possédant une grâce à Lucky, se transforme en Super Sonic. Il détruit le robot sans difficulté et une grande lumière blanche apparut. |                                       |                                  |                                                                                       |                        |                         |
| 27 | Le commencement du désastre           | 災いのはじまり                   | Wazawai no Hajimari (Le début de la catastrophe)                                      | 5 octobre 2003         | 28 avril 2004,          |
| L’inquiétude est grande. En dépit des recherches ordonnées par le président, le Dr Robotnik reste introuvable. En réalité, il prépare un nouveau plan de conquête de la Terre, et envisage déjà le commencement du désastre pour les humains. Après avoir libéré le Chaos, enfermé dans l’Émeraude Mère, il le fait attaquer Station Square en lui donnant deux émeraudes. Mais Sonic et Knuckles contrarient ses plans. |                                       |                                  |                                                                                       |                        |                         |
| 28 | L’apparition du Chaos                 | 謎の生命体カオス                 | Nazo no Seimeitai Kaosu (La mystérieuse forme de vie, Chaos)                          | 12 octobre 2003        | 5 mai 2004,             |
| Le Dr Robotnik a recommencé à faire des siennes et nos amis ont dû lutter contre une mystérieuse créature liquide. Sonic va avoir beaucoup de mal à l’empêcher de s’emparer des 7 Émeraudes du Chaos. |                                       |                                  |                                                                                       |                        |                         |
| 29 | La capture d’Amy                      | 囚われのエミー                   | Toraware no Emī (Amy en captivité)                                                    | 19 octobre 2003        | 12 mai 2004,            |
| Amy a été capturée par un robot de Robotnik. Tails, qui a été durement secoué lors de la chute du X Tornado, se sent mieux. Il effectue quelques travaux pour le rendre plus performant, et emmène Sonic pour rechercher Amy. Cette dernière fait la rencontre de Gamma, un robot de la série E-100 créé par Robotnik, venu pour l’oiseau, mais libère la hérissonne. |                                       |                                  |                                                                                       |                        |                         |
| 30 | Robotnik se surpasse                  | エッグキャリアの戦い             | Eggu Kyaria Notatakai (Bataille dans l’Egg Carrier)                                   | 26 octobre 2003        | 19 mai 2004,            |
| Knuckles vient prêter main-forte à Sonic dans son combat contre le Dr Robotnik, mais son but est de rassembler les fragments de l’Émeraude Mère, pas de libérer Amy. Robotnik oblige Gamma à affronter Sonic, mais Amy s’interpose. Tails embarque Amy pendant que Sonic se charge de Robotnik. Affrontant le Chaos 4, et en difficulté, Knuckles vient aider Sonic dans son combat. |                                       |                                  |                                                                                       |                        |                         |
| 31 | Un bon robot                          | さすらいのガンマ                 | Sasurai no Ganma (Gamma le vagabond)                                                  | 2 novembre 2003        | 26 mai 2004,            |
| Tails a sauvé la ville en désamorçant la tête explosive du missile engagé par Robotnik. À la suite de cet exploit, les médias le harcèlent et l’empêchent d’avoir une vie normale. Pendant ce temps, Gamma se retourne contre son créateur. |                                       |                                  |                                                                                       |                        |                         |
| 32 | Le Chaos total                        | パーフェクトカオスの叫び         | Pāfekuto Kaosu no Sakebi (Le cri du Perfect Chaos)                                    | 9 novembre 2003        | 2 juin 2004,            |
| Le monstre liquide se retourne contre Robotnik et n’obéit plus à ses ordres. Le Chaos, comme l’a baptisé le savant fou, devient de plus en plus fort et redoutable pour la survie des humains. Devenu Perfect Chaos grâce au pouvoir des sept émeraudes, le hérisson se transforme en Super Sonic et bat ce dernier sans difficulté. Chaos redevient normal, mais perd sa férocité. |                                       |                                  |                                                                                       |                        |                         |
| 33 | Le projet Shadow                      | プロジェクト・シャドウの謎       | Purojekuto Shadou no Nazo (Le mystère du projet Shadow)                               | 16 novembre 2003       | 9 juin 2004,            |
| Après le combat mené contre le Chaos, la ville n’est plus qu’un champ de ruines. C’est pourquoi nos amis décident de se séparer le temps de mener des travaux de réfection dans la maison. De son côté, le Dr Robotnik découvre, en fouillant dans l’ordinateur des forces spéciales, que son grand-père a créé un projet intitulé « Shadow ». Il infiltre la base de ces mêmes forces pour le libérer. |                                       |                                  |                                                                                       |                        |                         |
| 34 | On recherche : Sonic                  | 逃亡者ソニック                   | Tōbōsha Sonikku (Sonic le fugitif)                                                    | 23 novembre 2003       | 16 juin 2004,           |
| Le président a fait arrêter Sonic, car il est suspecté d’avoir volé une émeraude du Chaos dans le musée. Mais la réalité est tout autre, car le voleur n’est autre que Shadow, le hérisson noir qui ressemble trait pour trait à Sonic. Ayant réussi à s’échapper de l’hélicoptère et détruit des robots du GUN, Sonic rencontre Shadow et les deux hérissons s’affrontent. La police rattrape Sonic, obligeant Shadow à prendre la fuite. Sonic est alors enfermé dans une prison de haute sécurité, située sur une île au beau milieu de l’océan. |                                       |                                  |                                                                                       |                        |                         |
| 35 | L’évasion de Sonic                    | プリズンアイランドからの脱出     | Purizun Airando Kara no Dasshutsu (L’évasion de Prison Island)                        | 30 novembre 2003       | 23 juin 2004            |
| Sonic est enfermé dans une prison de haute sécurité, située sur une île en plein milieu de l’océan. Mais ses amis ne l’entendent pas ainsi. Édouard et Chris essayent de se rendre sur l’île en pédalo. Plus inattendue, est la présence de Robotnik en compagnie de Shadow et Rouge, pour récupérer les Émeraudes gardées dans la prison. En fin de compte, Amy libère Sonic de sa prison et ce dernier affronte à nouveau Shadow. Mais alors que l’île est sur le point d’exploser à la suite de l’installation d’une bombe à retardement par Shadow, Sonic s’enfuit de l’île avec ses amis tandis que Chris et Rouge sont emmenés par le hérisson noir qui utilise le contrôle du chaos. |                                       |                                  |                                                                                       |                        |                         |
| 36 | La menace de l’espace                 | 宇宙からの脅迫                   | Uchū Kara no Kyōhaku (La menace de l’espace extra-atmosphérique)                      | 7 décembre 2003        | 30 juin 2004            |
| La prison dans laquelle se trouvait enfermé Sonic a été détruite. Chris a disparu et ses amis sont inquiets. Le jeune garçon se trouve en réalité dans l’espace à bord d’une station secrète, avec Shadow et Rouge. Le Dr Robotnik fait une démonstration de la puissance du Canon à Éclipse aux habitants de la Terre et menace de détruire la planète dans les 24h à suivre. |                                       |                                  |                                                                                       |                        |                         |
| 37 | Combat sur l’Arche                    | スペースコロニー・アークの戦い   | Supēsu Koronī ĀKU no Tatakai (Combat dans la colonie spatiale, ARK)                   | 14 décembre 2003       | 30 juin 2004            |
| Nos amis apprennent la vérité sur le projet Shadow. Des savants auraient voulu créer un être supérieur, mais ont été brutalement interrompus dans leurs expériences par les forces secrètes du gouvernement. Shadow, qui était la créature concernée, a pu s’échapper. Pour empêcher la destruction de la Terre, Sonic, qui a échappé à la mort grâce au contrôle du chaos, s’attaque au Canon à Éclipse. De son côté, Shadow découvre que Rouge est une espionne du gouvernement et part à la rencontre de Sonic pour l’empêcher de détruire le canon. Après avoir alimenté en énergie le canon avec les sept émeraudes, le professeur Gérald Robotnik adresse un message à la Terre et un compte à rebours se déclenche… |                                       |                                  |                                                                                       |                        |                         |
| 38 | Le vœu de Maria                       | マリアの願い、みんなの願い       | Maria no Negai, Minna no Negai (Le souhait de Maria, le souhait de tout le monde)     | 21 décembre 2003       | 2 juillet 2004          |
| Le grand-père du Dr Robotnik, un savant encore plus fou et génial que lui, avait préparé un plan qui devait mener à la destruction de la Terre en précipitant sur elle, la station spatiale nommée « l’Arche ». Pour empêcher la station de détruire la Terre, le savant fait équipe avec Sonic et ses camarades. Pendant ce temps, Chris tente de convaincre Shadow d’aider les autres, mais le hérisson noir refuse catégoriquement et s’attaque au jeune garçon. Se souvenant de la promesse faite à Maria, il finit par entendre raison et rattrape Chris évanoui. Le Biolizard fait son apparition, Shadow l’affronte pendant que Sonic et Knuckles se chargent de neutraliser les émeraudes. Super Sonic et Super Shadow font ensuite équipe pour combattre le monstre et réussissent à le détruire. Les deux hérissons utilisent le contrôle du chaos pour stopper l’Arche et sauvent la Terre. Sonic revient sur l’Arche sans Shadow, donnant un des anneaux à Chris.                                                                          |                                       |                                  |                                                                                       |                        |                         |
| 39 | Les nouveaux arrivants                | カオティクス探偵事務所           | Kaotikusu Tantai Jimusho (L’agence de détectives Chaotix)                             | 28 décembre 2003       | 3 juillet 2004          |
| Un mystérieux phénomène se produit. De plus en plus de créatures venus du monde de Sonic apparaissent sur Terre. Le président fait venir Chris et Chuck pour essayer de savoir ce que ça veut dire. Tous les nouveaux arrivants sont regroupés dans les Ruines Mystiques. |                                       |                                  |                                                                                       |                        |                         |
| 40 | Une affaire juteuse                   | エッグマン株式会社               | Egguman Kabushiki-geisha (Eggman Corporation)                                         | 4 janvier 2004         | 19 août 2004            |
| Toute la bande fête le jour de l’an sur la mer, mais Sonic reste à l’écart et semble pensif. C’est alors qu’une mystérieuse lune cache soudainement le soleil et provoque une éclipse. Ceci est-il encore dû à une vile machination du Dr Robotnik ? Robotnik manipule le président et les habitants de la Terre en leur proposant d’installer des boules de soleil, grâce à des tours réceptrices. Sonic, ne supportant plus la naïveté des humains et la machination du savant, s’attaque à ces tours, se mettant la population à dos… Excédés, les habitants s’attaquent à la résidence des Thorndyke, voulant voir Sonic pour parler avec lui… |                                       |                                  |                                                                                       |                        |                         |
| 41 | Que la lumière soit…                  | 光をわれらに！                   | Hikari wo Warera ni! (Nous voulons la lumière !)                                      | 11 janvier 2004        | 20 août 2004            |
| La Terre est toujours dans l’obscurité à cause de la lune de Robotnik et parce que Sonic détruit toutes les tours de lumière que ce dernier a construites. Les habitants s’attaquent à la résidence des Thorndyke, mais la Patrouille d’Intervention Rapide de Sam, l’oncle de Chris, arrive à temps pour calmer leurs ardeurs. L’intuition de Sonic s’avère juste : Robotnik utilise les boules de soleil pour envoûter les humains afin de gagner leur respect. Sonic continue de détruire les tours, mais Knuckles se met sur son chemin et provoque une bagarre avec celui-ci. Le chef du G.U.N intervient à son tour, mais Sonic explique la situation à ses amis. Le hérisson met fin aux noirs desseins du savant et ce dernier est arrêté par la police puis envoyé en prison. |                                       |                                  |                                                                                       |                        |                         |
| 42 | Un beau lapin                         | エミー愛の逃避行！？             | Emī Ai no Tōhikō!? (L’escapade amoureuse d’Amy !?)                                    | 18 janvier 2004        | 21 août 2004            |
| Sonic a manqué son rendez-vous avec Amy et cette dernière est folle de rage, car il lui a posé un lapin. Sam arrive plus tôt chez les Thorndyke, croyant avoir rendez-vous plus tôt avec le hérisson et voulant tester sa nouvelle voiture hyper sophistiquée. Amy et Sam partent en promenade tous les deux, et le chef de la P.I.R se souvient que sa course avec Sonic était prévue au coucher du soleil. Pendant ce temps, Robotnik, Decoe et Bocoe, enfermés dans leur cellule, réfléchissent à un moyen de s’évader. Sonic combat une machine de Bokkun avec Emerl à l’intérieur. Il gagne le combat, mais la machine se dirige à la prison où Robotnik est enfermé. Sam et Amy croisent le chemin de celle-ci et Amy, d’un coup de marteau Piko-Piko, la détruit rapidement. Sonic arrive en retard à son rendez-vous avec Amy et fait la course avec Sam. |                                       |                                  |                                                                                       |                        |                         |
| 43 | La révolte des appareils ménagers     | 家電大パニック！！               | Kaden Dai Panikku!! (Grande panique des appareils électroménagers !!)                 | 25 janvier 2004        | 23 août 2004            |
| Sonic est devenu tellement populaire auprès des habitants de Station Square, que ces derniers ont décidé de le prendre pour exemple en vivant de la même manière que le hérisson. Une vague de pannes à répétition sévit chez les appareils ménagers de la ville et de nombreuses plaintes sont déposées à la société du père de Chris. Pendant ce temps-là, toujours en captivité, le Dr Robotnik doit réparer tous ces appareils défectueux. Mais le savant a plus d’un tour dans son sac : il place sur les appareils ménagers un petit dispositif leur permettant de se mouvoir comme des robots et grâce à Bokkun, réussit à s’évader de la prison. Aidés de ses amis, Sonic et Knuckles réussissent à neutraliser les appareils ménagers en les arrosant avec de l’eau. |                                       |                                  |                                                                                       |                        |                         |
| 44 | Mission presque impossible            | おかしなおかしなスパイ大作戦     | Okashi na Okashi na Supai Daisakusen (L’étrange et loufoque mission d’espionnage)     | 1er février 2004       | 24 août 2004            |
| Après l’évasion et la disparition de Robotnik, le président décide de faire appel à Topaze et Rouge pour le retrouver bien que les services secrets soient aussi sur le coup. M. Stewart finit par le trouver et le suit en espérant trouver son repaire. |                                       |                                  |                                                                                       |                        |                         |
| 45 | Un concours passionnant               | ソニックバトル・開催！！         | Sonikku Batoru Kaisai!! (Sonic Battle - Lancement de tournoi !!)                      | 8 février 2004         | 25 août 2004            |
| Le président appelle Sonic, Knuckles et Rouge et décide d’organiser un énorme tournoi de combats avec comme premier prix une Émeraude du Chaos. Tails, Amy, Chris, Chuck, Ella et Édouard s’inscrivent donc au tournoi, tout comme Nelson, le père de Chris, qui va également y participer. Nos amis se qualifient facilement pour le second tour, sauf Chuck, qui devait affronter Lucky mais a dû déclarer forfait à cause d’un lumbago. Lors de celui-ci, Tails est éliminé par Rouge, Chris bat son père, Ella abandonne son combat contre Emerl, M. Stewart gagne par forfait contre Sam et Édouard offre un collier à Topaze qui tombe dans ses bras. De son côté, Amy se retrouve confrontée à Sonic, mais gagne par forfait, après que le Dr. Robotnik lui ait tirée dessus, sauvée par Sonic. |                                       |                                  |                                                                                       |                        |                         |
| 46 | Le combat final                       | ソニックバトル・決勝！！         | Sonikku Batoru Kesshō!! (Sonic Battle - Finale !!)                                    | 15 février 2004        | 26 août 2004            |
| Le tournoi continue et il ne reste que 8 concurrents : Knuckles, Chris, M. Stewart, E-77 Lucky, Emerl, Édouard, Amy et Rouge. Les quarts de finale sont très serrés et le spectacle est assuré. Pendant ce temps-là, Sonic poursuit le Dr Robotnik et ses 2 robots. Knuckles bat Chris par abandon, tout comme Lucky contre M. Stewart, Emerl contre Édouard et Rouge contre Amy. Emerl gagne contre Lucky sans bouger et Knuckles bat Rouge en un coup. Lors de la finale, Emerl bat Knuckles et gagne l’Émeraude. Malheureusement, Emerl absorbe la pierre et se laisse aller à une réaction destructrice, détruisant le stade puis attaquant les spectateurs ainsi que Sonic et ses compagnons. Sonic, Knuckles et Rouge tentent de l’arrêter, mais leurs efforts sont vains. Après avoir été sauvée par Sonic, malgré sa morale au robot, Cream est contrainte, avec Cheese, de combattre Emerl, bien que tourmentée par ses souvenirs. Elle finit par s’en débarrasser et le robot explose dans l’eau, faisant sombrer la lapine dans le chagrin. |                                       |                                  |                                                                                       |                        |                         |
| 47 | Le Nombril du monde                   | 緯度0大決戦！！                  | Ido Zero Dai Kessen (La grande bataille décisive à latitude 0 !!)                     | 22 février 2004        | 27 août 2004            |
| Un bateau de recherche océanographique est attaqué en pleine mer par un mystérieux navire fantôme. Nos amis et le président s’intéressent naturellement à élucider ce mystère. Évidemment, Robotnik est à l’origine de cet incident. |                                       |                                  |                                                                                       |                        |                         |
| 48 | Le continent disparu                  | ソニック対地底怪獣               | Sonikku tai Chiteikaijū (Sonic contre le monstre souterrain)                          | 29 février 2004        | 30 août 2004            |
| Le Dr Robotnik a disparu et nos amis veulent partir à sa recherche pour éviter qu’il produise une fois de plus une catastrophe. C’est alors qu’Édouard trouve un objet fait d’un métal inconnu. |                                       |                                  |                                                                                       |                        |                         |
| 49 | Un coup de froid                      | 世界が静止する日                 | Sekai ga Seishisuru Hi (Le jour où le monde s’arrêta)                                 | 7 mars 2004            | 31 août 2004            |
| De plus en plus de monde admire Sonic et prend pour modèle son style de vie tout en liberté et en course à pied. Mais il se trouve que ce phénomène est la conséquence du processus du gel du temps qui menace la vie sur Terre. |                                       |                                  |                                                                                       |                        |                         |
| 50 | Un triste matin                       | 別れの朝                         | Wakare no Asa (Le matin des adieux)                                                   | 14 mars 2004           | 8 septembre 2004        |
| Le président annonce la séparation des mondes des humains et de Sonic. Nos amis vont bientôt se séparer, ce qui les rend tristes. Craignant une attaque surprise de Robotnik, le chef de l’armée décide d’attaquer contre le gré du président. Le jour du départ, tout le monde dit au revoir à Sonic et ses amis, qui regagnent leur monde d’origine, mais Chris désactive le portail alors que Sonic s’apprête à le traverser. |                                       |                                  |                                                                                       |                        |                         |
| 51 | Le voyage de Chris                    | クリスの長い旅                   | Kurisu no Nagai Tabi (Le long voyage de Chris)                                        | 21 mars 2004           | 15 septembre 2004       |
| L’épisode commence par un flashback sur l’enfance de Chris. Après avoir désactivé le portail, Chris s’enfuit avec Sonic, refusant de se séparer de lui. Accompagné du hérisson, il se rend d’abord à vélo, puis conduit par un inconnu, vers un vieux chalet où ses parents et lui passèrent souvent leurs vacances quand il était petit. Chuck, de son côté, fait la morale à Nelson et Lindsey, les parents de Chris, en leur reprochant de faire passer leur vie professionnelle avant leur devoir de parents. Chris décide de discuter sérieusement avec Sonic, et le hérisson est prêt à rester toute sa vie avec Chris, parce qu’il lui a sauvé la vie. Après une longue discussion, grâce aux émeraudes et au Contrôle du chaos, Sonic rentre chez lui, laissant Chris seul devant le chalet, là où ses parents le retrouvent. |                                       |                                  |                                                                                       |                        |                         |
| 52 | Souvenirs, souvenirs                  | 風の思い出                       | Kaze no Omoide (Souvenirs du vent)                                                    | 28 mars 2004           | 22 septembre 2004,      |
| De retour sur leur planète, les amis de Sonic profitent de la paix qui y règne. Mais un soir, Robotnik refait des siennes et provoque la colère d’Amy. Knuckles et Rouge discutent, puis se chamaillent et finissent par se battre. Tails, réveillé par le vacarme, attaque le savant, mais ce dernier lui envoie un missile à tête chercheuse. Mais Sonic, grâce au Contrôle du chaos, fait son apparition sous sa super forme, détruit le missile et l’appareil de Robotnik. Il retrouve Amy devant chez elle. Cette dernière le sermonne et décide de vider son sac. Après l’avoir supplié de lui dire qu’il l’aime, Sonic lui avoue son amour et elle se jette dans ses bras. Sur Terre, 6 ans se sont écoulés : Chris, Helen, Frances et Danny ont maintenant 18 ans. Alors qu’il travaille sur le portail, Chris et Helen ont rendez-vous avec Frances et Danny. En pleine discussion avec ses amis, Chris se remémore ses souvenirs passés. |                                       |                                  |                                                                                       |                        |                         |

## Saison 2 (2005)
| No | Titre français              | Titre japonais                  | Titre japonais                                                                          | 1re diffusion au Japon | 1re diffusion en France, |
| No | Titre français              | Kanji                           | Rōmaji                                                                                  | 1re diffusion au Japon | 1re diffusion en France, |
| --- | --------------------------- | ------------------------------- | --------------------------------------------------------------------------------------- | ---------------------- | ------------------------ |
| 53 | La messagère de l’espace    | 流星雨の使者                    | Ryūsei Ame no Shisha (La messagère d’une pluie de météorite)                            | 25 mars 2020           | 12 mars 2005             |
| Les Émeraudes du Chaos sont de nouveau réparties à travers l’espace, alors qu’une grande menace attend Sonic et ses amis. Cosmo, une plante humanoïde, atterrit sur la planète et fait la rencontre des amis du hérisson. Sur Terre, Chris, qui a maintenant 18 ans, tente d’améliorer le portail qui le mène au monde de Sonic. Blessé dans son combat contre Dark Oak, celui-ci est recueilli et soigné par Robotnik, mais s’en va après l’avoir remercié. Un Métarex attaque l’île de Knuckles et l’échidné engage le combat contre celui-ci, aidé de Tails et Cosmo. Sonic arrive en renfort, mais leurs attaques sont inefficaces contre le robot. Après avoir volé le cœur de la planète, celui-ci s’enfuit. Cosmo se présente à Sonic et ses camarades et sollicite leur aide. Chris se téléporte dans le monde de Sonic, grâce à l’énergie de l’Émeraude Mère et au portail, mais retrouve son apparence d’adolescent.                                                                                          |                             |                                 |                                                                                         |                        |                          |
| 54 | L’envol du Typhon           | 宇宙船ブルータイフーン号        | Uchūsen Burū Taifūn-gō (Le vaisseau spatial, Blue Typhoon)                              | 26 mars 2020           | 12 mars 2005             |
| Sonic et ses compagnons sont surpris et ravis de revoir Chris. Après cela, le hérisson s’évanouit à cause de sa blessure. Chris explique à Tails et Amy comment il est arrivé dans leur monde et leur apprend que 6 ans se sont écoulés sur Terre depuis leur départ et a maintenant 18 ans. Cosmo explique tout à nos héros, ainsi que la menace que représentent les Métarex. Tails construit le Typhon et Chris l’aide à travailler dessus, bien que ses connaissances technologiques n’ont pas disparu malgré son apparence. Décidés à retrouver les Émeraudes, ils empruntent l’Émeraude mère de Knuckles et contraignent l’échidné au voyage, malgré lui. Un Métarex attaque la planète, mais Sonic le met hors d’état de nuire grâce au canon du Typhon. |                             |                                 |                                                                                         |                        |                          |
| 55 | La planète aride            | 水の惑星ハイドー                | Mizu no Wakusei Haidō (La planète de l’eau, Hydo)                                       | 27 mars 2020           | 13 mars 2005             |
| Après le décollage du Typhon, ses occupants atterrissent sur une planète où ils ont repéré la première Émeraude. Sonic se fait capturer par les Métarex, mais Amy vient le délivrer plus tard. Chris créé pour le hérisson des chaussures qui lui permettent de marcher sur l’eau et les lui envoie lorsque celui-ci allait tomber dans l’océan. Les ennemis vaincus, en plus d’avoir trouvé l’Émeraude, la planète est sauvée et son cœur est remis à sa place. |                             |                                 |                                                                                         |                        |                          |
| 56 | Robotnik part en guerre     | Dr.エッグマン参戦！             | Dokutā Egguman Sansen! (Dr Eggman part en guerre !)                                     | 31 mars 2020           | 14 mars 2005             |
| Pour remercier les combattants de la liberté d’avoir sauvé leur planète, les habitants organisent une fête en leur honneur. Pendant ce temps, Robotnik fait son retour et échafaude un plan pour voler l’Émeraude trouvée par Sonic et ses amis. Il tente de se jouer de la naïveté de Knuckles, mais un Métarex crapaud vient perturber son plan. Sonic s’en débarrasse à l’aide du canon principal du Typhon. |                             |                                 |                                                                                         |                        |                          |
| 57 | Combat au palais de glace   | アイスパレスの戦い！            | Aisu Paresu no Tatakai! (Combat dans le Palais des Glaces !)                            | 1er avril 2020         | 15 mars 2005             |
| Nos héros se rendent sur une planète de glace, mais les Métarex les y attendent. |                             |                                 |                                                                                         |                        |                          |
| 58 | Piège dans la jungle        | 乙女のジャングルトラップ        | Otome no Janguru Torappu (Les demoiselles piégées dans la jungle)                       | 2 avril 2020           | 16 mars 2005             |
| Des Métarex attaquent le Typhon. Sonic parvient à s’en débarrasser mais se retrouve projeté sur une planète à la flore dense. |                             |                                 |                                                                                         |                        |                          |
| 59 | Un détective dans l’espace  | カオティクス、宇宙へ行          | Kaotikusu, Uchū e Iku (Les Chaotix vont dans l’espace)                                  | 3 avril 2020           | 17 mars 2005             |
| La mère de Cream contacte Vector afin d’acheminer quelques affaires pour Chris à bord du Typhon et d’obtenir des nouvelles de sa fille. |                             |                                 |                                                                                         |                        |                          |
| 60 | Le retour de Shadow         | シャドウ・リバース              | Shadou Ribāsu (La renaissance de Shadow)                                                | 6 avril 2020           | 18 mars 2005             |
| Rouge essaie de dérober l’Émeraude du Chaos de Robotnik mais elle découvre une capsule contenant le corps de Shadow. |                             |                                 |                                                                                         |                        |                          |
| 61 | Le Vaisseau du Mal          | メタレックス戦艦襲来！          | Metarekkusu Senkan Shūrai! (L’invasion du vaisseau Métarex !)                           | 7 avril 2020           | 19 mars 2005             |
| Un énorme vaisseau Métarex croise celui de Robotnik. Mais Shadow reste impuissant face à lui. |                             |                                 |                                                                                         |                        |                          |
| 62 | Le souterrain secret        | 地下渓谷の秘密                  | Chika Keikoku no Himitsu (Le secret de la vallée souterraine)                           | 8 avril 2020           | 20 mars 2005             |
| Effectuant des recherches dans les décombres d’une cité avec Knuckles, Cosmo et Tails se perdent dans un gouffre. |                             |                                 |                                                                                         |                        |                          |
| 63 | La base des Métarex         | 宇宙要塞メタルプラント          | Uchū Yōsai Metaru Puranto (Le bastion de l’espace, Metal Plant)                         | 9 avril 2020           | 21 mars 2005             |
| Le vaisseau de Robotnik ainsi que le Typhon se retrouvent face à une base Métarex. Ils vont devoir s’allier pour l’infiltrer. |                             |                                 |                                                                                         |                        |                          |
| 64 | Sonic contre Shadow         | 激突！ソニックvsシャドウ        | Gekitotsu! Sonikku Bāsasu Shadō (Affrontement ! Sonic vs Shadow)                        | 10 avril 2020          | 23 mars 2005             |
| Sonic affronte seul une immense armée de Métarex, mais est épuisé par ses efforts et Amy essaie tant bien que mal de lui prêter main-forte. Chris essaie de convaincre Shadow d’aider son ami, mais le hérisson noir ne veut rien savoir, car il ne fait qu’obéir aux ordres de Robotnik. Cependant, un peu plus tard, les sept émeraudes sont rassemblées, puis Sonic et Shadow utilisent leurs supers formes, mais se battent l’un contre l’autre. Pendant leur bagarre, les deux hérissons détruisent la base des Métarex, mais une tornade créée par cet événement met fin à leur querelle. Le roi Rouge est emporté par cet intempérie, mais fort heureusement, les deux hérissons et leurs camarades en réchappent. |                             |                                 |                                                                                         |                        |                          |
| 65 | Fête à bord du Typhon       | カオティクス 電撃ラブラブ大作戦 | Kaotikusu Dengeki Rabu-Rabu Dai Sakusen (La grande opération électro-amour des Chaotix) | 13 avril 2020          | 5 avril 2005             |
| Perdus dans l’espace, Vector, Espio et Charmy retrouvent Tails et ses compagnons à bord du Typhon. Le jeune renard répare leur vaisseau et leur installe un pilote automatique. En voyant Tails et Cosmo en pleine discussion, Vector s’aperçoit que le jeune renard est amoureux de la plante. Il va tenter par tous les moyens de les rapprocher, mais tous ses plans imaginés tombent sans cesse à l’eau. Cosmo décide d’organiser une fête, histoire que ses amis se détendent, et Tails se propose pour l’aider (ayant presque fini les réparations). Vector frappe accidentellement la boule lumineuse et alors qu’elle allait tomber sur Cosmo, Tails intervient à temps pour la sauver, permettant au crocodile de réussir son plan de les rapprocher. Knuckles, vexé d’avoir été maquillé, s’attaque aux trois détectives et saccage l’organisation de la fête. Malgré le désordre, celle-ci se déroule dans la joie et la bonne humeur. À la fin de l’épisode, Tails avoue à Cosmo qu’il la trouve belle.     |                             |                                 |                                                                                         |                        |                          |
| 66 | Situation critique          | 銀河回廊をわたれ！              | Ginga Kairō wo Watare! (Traverser le couloir galactique !)                              | 14 avril 2020          | 6 avril 2005             |
| Le Typhon doit traverser un espace inter-dimensionnel et se retrouve paralysé à l’intérieur subissant l’assaut d’un des 4 rois des Métarex. |                             |                                 |                                                                                         |                        |                          |
| 67 | Le piège noir               | ブラック・トラップ              | Burakku Torappu (Black Trap)                                                            | 15 avril 2020          | 7 avril 2005             |
| Le roi Noir prépare un piège à Sonic et ses amis alors que Cosmo s’enfuit mystérieusement du Typhon. Chris décide de l’accompagner, mais le jeune garçon et la plante sont faits prisonniers par le roi Noir des Métarex. Sonic part à leur rescousse, et voit des fausses Émeraudes fabriquées par l’ennemi. En voyant Chris évanoui et Cosmo apeurée, Sonic devient fou de rage et, grâce au pouvoir des fausses Émeraudes, se transforme en Dark Sonic, ce qui libère son côté obscur. Il détruit facilement les Métarex d’Or et d’Argent, puis est calmé par l’arrivée de Robotnik, retrouve son apparence normale, et libère ses deux amis. Decoe et Bocoe neutralisent le roi Noir et permettent à Bokkun, le messager, de lui porter un coup de pied dévastateur. |                             |                                 |                                                                                         |                        |                          |
| 68 | Le rêve de Molly            | こわれた星の上で                | Kowa Reta Hoshi no Ue de (Sur une planète détruite)                                     | 16 avril 2020          | 8 avril 2005             |
| Un groupe de résistants dirigé par Molly fait face à une escadrille Métarex. Le Dr Robotnik, Shadow et Rouge leur portent secours. Le hérisson noir se lie d’amitié avec la jeune fille. Léon envoie Molly lui chercher une disquette, mais la piège en tentant de la tuer avec des explosifs reliés au coffre auquel il lui a confiée la clé. Molly comprend alors que Léon a passé un marché avec les Métarex : s’il l’élimine et leur livre Robotnik, les résistants seront épargnés. Elle essaye de raisonner ses camarades, mais en vain, car ces derniers en ont assez de se battre pour sauver leur planète. Elle décide d’affronter seule les Métarex, mais la jeune fille se fait tuer sous les yeux de Shadow qui se débarrasse des ennemis. Le hérisson noir donne l’émeraude à Rouge et s’isole sur la planète pour rendre hommage à Molly. De son côté, le savant reçoit un appel du roi Blanc… |                             |                                 |                                                                                         |                        |                          |
| 69 | La planète Marmolim         | お願いマルモリン！              | Onegai Marumorin! (S’il vous plaît, Marmolim !)                                         | 17 avril 2020          | 9 avril 2005             |
| Sonic et ses compagnons poursuivent un vaisseau dans lequel se trouve une Émeraude du Chaos. Celui-ci est occupé par trois habitants de la planète Marmolim, laquelle est tombée malade. Ces derniers leur expliquent qu’ils ont cherché vainement le héros qui la guérira. Après avoir refusé de donner la pierre précieuse, ils acceptent, à condition d’être ramenés chez eux. Une fois sur place, Amy oblige Sonic à aller voir un voyant et détruit seule un rocher que les deux hérissons sont censés faire ensemble. Cosmo s’isole après s’en être prise à Tails, mais Cream la réconforte. Avec l’aide du canon du Typhon, Sonic réussit à détruire le virus et sauve la planète. Tails et Cosmo tombent dans le piège d’Amy, destiné à Sonic, et tombent amoureux l’un de l’autre. Enragée, la hérissonne explose de colère... |                             |                                 |                                                                                         |                        |                          |
| 70 | Le tourbillon fatal         | エッグマン艦隊現る！            | Egguman Kantai Genru! (L’escadron Eggman apparaît !)                                    | 20 avril 2020          | 10 avril 2005            |
| Sonic et ses amis se retrouvent coincés dans un tourbillon de plasma alors qu’ils tentent d’aider un vaisseau en détresse. |                             |                                 |                                                                                         |                        |                          |
| 71 | Un coup de main incroyable  | カフェ・カオティクス            | Kafe Kaotikusu (Café Chaotix)                                                           | 21 avril 2020          | 11 avril 2005            |
| Les Métarex, aidés par Robotnik, recherchent Sonic et ses amis. Une course s’engage entre eux qui veulent les trouver en premier. |                             |                                 |                                                                                         |                        |                          |
| 72 | Qui sont les Métarex ?      | メタレックスの正体！？          | Metarekkusu no Shōtai!? (La véritable forme des Métarex !?)                             | 22 avril 2020          | 12 avril 2005            |
| Le roi Jaune attaque le Typhon. Knuckles le combat seul, pendant que Sonic et ses compagnons tentent de trouver un moyen de détruire son écran de protection. Avec de l’acharnement, l’échidné réussit à briser le genou de son adversaire. Sonic utilise le Spin Dash pour attirer la foudre vers lui jusqu’au relais et le câble enroulé autour du Métarex, ce qui provoque ainsi une surcharge électrique sur ce dernier, détruit son écran de protection et son armure. Mais celui-ci s’avère être de la même espèce que Cosmo. Knuckles le fait tomber dans la lave, mais il s’accroche. Alors que l’échidné tente de le sauver, l’ennemi se laisse mourir. Sur l’ancienne planète de Molly, la végétation y règne et il n’y a aucun survivant. Shadow et Rouge retrouvent Léon et ses camarades, dévorés de l’intérieur par les arbres. Avant de mourir, le jeune homme demande au hérisson de prendre une disquette dans sa poche qui contient des informations sur les Métarex et Cosmo.                        |                             |                                 |                                                                                         |                        |                          |
| 73 | Qu’arrive-t-il à Shadow ?   | 暗殺者シャドウ！                | Asantsu-sha Shadō! (Shadow l’assassin !)                                                | 23 avril 2020          | 13 avril 2005            |
| Alors que Tails vérifie le système de sécurité du Typhon, l’alarme se déclenche : quelqu’un s’est introduit à bord de l’appareil. Il s’agit de Shadow qui, sans donner d’explication, décide d’éliminer Cosmo. Sonic et Knuckles tentent par tous les moyens de le retarder, mais en vain. L’écihdné découvre que c’est Rouge qui est responsable de cette attaque en manipulant le hérisson noir. Tails fait à Cosmo la promesse de la protéger, au péril de sa vie s’il le faut. Alors que le hérisson noir s’apprête à la tuer, Dark Oak parle à travers l’esprit de Cosmo et la félicite pour avoir accompli sa mission. |                             |                                 |                                                                                         |                        |                          |
| 74 | La planète perdue           | ロスト・プラネット              | Rosuto Puranetto (Lost Planet)                                                          | 24 avril 2020          | 14 avril 2005            |
| Tails et les autres découvrent que Dark Oak voit et entend tout ce qui se passe autour de Cosmo et sont choqués par cette nouvelle. Amy et Rouge découvrent que la planète sur laquelle Sonic et les autres ont atterri est l’ancienne planète verte, là où vivaient les semblables de la plante. À cette époque, les galaxies étaient en guerre. Lorsque les mâles passaient au stade final, ils moururent aussitôt après leur évolution. La mère de Cosmo suggère à ses compères d’abandonner leur planète, mais Luchs s’y oppose. Ce dernier vole le cœur de la planète en le cristallisant afin de permettre à ses congénères de pouvoir utiliser le stade final comme bon leur semble. Cependant, la mère de Cosmo décide tout de même de quitter la planète avec quelques semblables et laisse Luchs et les autres derrière eux. Luchs n’est autre que Dark Oak, le maître des Métarex. Malgré le fait que Sonic et les autres soient au courant au sujet de Cosmo, ils lui accordent malgré tout leur confiance. |                             |                                 |                                                                                         |                        |                          |
| 75 | Le jour des plantations     | 森化の日                        | Shinka no Hi (Le jour de la forestation)                                                | 27 avril 2020          | 15 avril 2005            |
| Sonic et ses compagnons reçoivent un message de Robotnik, par le biais de Bokkun, qui leur transmet les informations qu’il a récoltées sur les véritables objectifs des Métarex avant d’être fait prisonnier par ces derniers. Ils quittent la planète perdue pour l’affrontement final, laissent Shadow derrière eux, mais le hérisson noir s’y rend également, accompagné des Chaotix. Sonic affronte le roi Blanc, pendant que Knuckles et Rouge se chargent du roi Noir. Chris part à la rescousse de Robotnik, mais le savant se libère avec l’aide de ses deux robots. Dark Oak et les deux rois des Métarex se transforment en dragons, puis se lient à une sphère électromagnétique. Ils utilisent la végétation pour riposter et Sonic sauve Amy à temps de la destruction du vaisseau de la hérissonne. Malheureusement, le hérisson bleu se fait prendre en otage par ses ennemis... |                             |                                 |                                                                                         |                        |                          |
| 76 | Inquiétudes pour Sonic      | 決戦！ダーク・オーク            | Kessen! Dāku Ōku (Bataille décisive ! Dark Oak)                                         | 28 avril 2020          | 16 avril 2005            |
| Robotnik va apporter la puissance de son vaisseau au Typhon. Sonic et Shadow affrontent Dark Oak dans un combat désespéré. |                             |                                 |                                                                                         |                        |                          |
| 77 | Cosmo à l’œuvre             | 君のためにできること            | Kimi no Tame ni Dekiru Koto (Ce que je suis capable de faire pour toi)                  | 29 avril 2020          | 17 avril 2005            |
| L’épisode débute avec un flashback sur la naissance de Cosmo et son passé. Alors que Sonic et Shadow sont en difficulté face au monstre, Cosmo décide de prendre les choses en main : en effet, elle brise son cristal et se transforme, passant au stade final et devenant une adulte. Elle traverse la barrière magnétique et fusionne avec Dark Oak. Ne formant plus qu’un avec lui, Cosmo invite ses compagnons à la tuer pour anéantir Dark Oak. Attristés par cette situation, les amis de Sonic laissent Tails seul, contraint d’affronter ce cruel dilemme qui lui est imposé (car il est amoureux de Cosmo). D’abord réticent à l’idée de tuer celle qu’il aime, le jeune renard est finalement convaincu par cette dernière et après lui avoir avoué son amour, les larmes aux yeux, il ouvre le feu et les deux hérissons éliminent Cosmo ainsi que Dark Oak. Cosmo et Tails se disent adieu et la plante lui dit qu’elle l’aimera toujours, avant de rejoindre l’autre monde.                               |                             |                                 |                                                                                         |                        |                          |
| 78 | La renaissance des planètes | 星の生まれるところ              | Hoshi no Umareru Tokoro (Là où naissent les étoiles)                                    | 30 avril 2020          | 18 avril 2005            |
| La paix est revenue dans l’univers. Robotnik est désireux d’aider Chris à retourner chez lui. |                             |                                 |                                                                                         |                        |                          |